# Sportverband Blauw-wit Roosendaal
Sportverband Blauw-Wit Roosendaal is een omnisportvereniging uit Roosendaal in de Nederlandse provincie Noord-Brabant.
De vereniging werd opgericht op 6 april 1935 en bestaat momenteel (2017) uit afdelingen voor:
- Badminton (ca. 30 leden)
- Basketbal (ca. 200 leden)
- Volleybal (ca. 30 leden)
- Biljarten (ca. 10 leden)
- Sport voor lichamelijk- en visueel gehandicapten (onder andere zwemmen en goalball) (ca. 20 leden).

Vroeger zijn er ook afdelingen geweest voor:
- Korfbal
- Voetbal
- Gym
- Tafeltennis